# Parametrismus

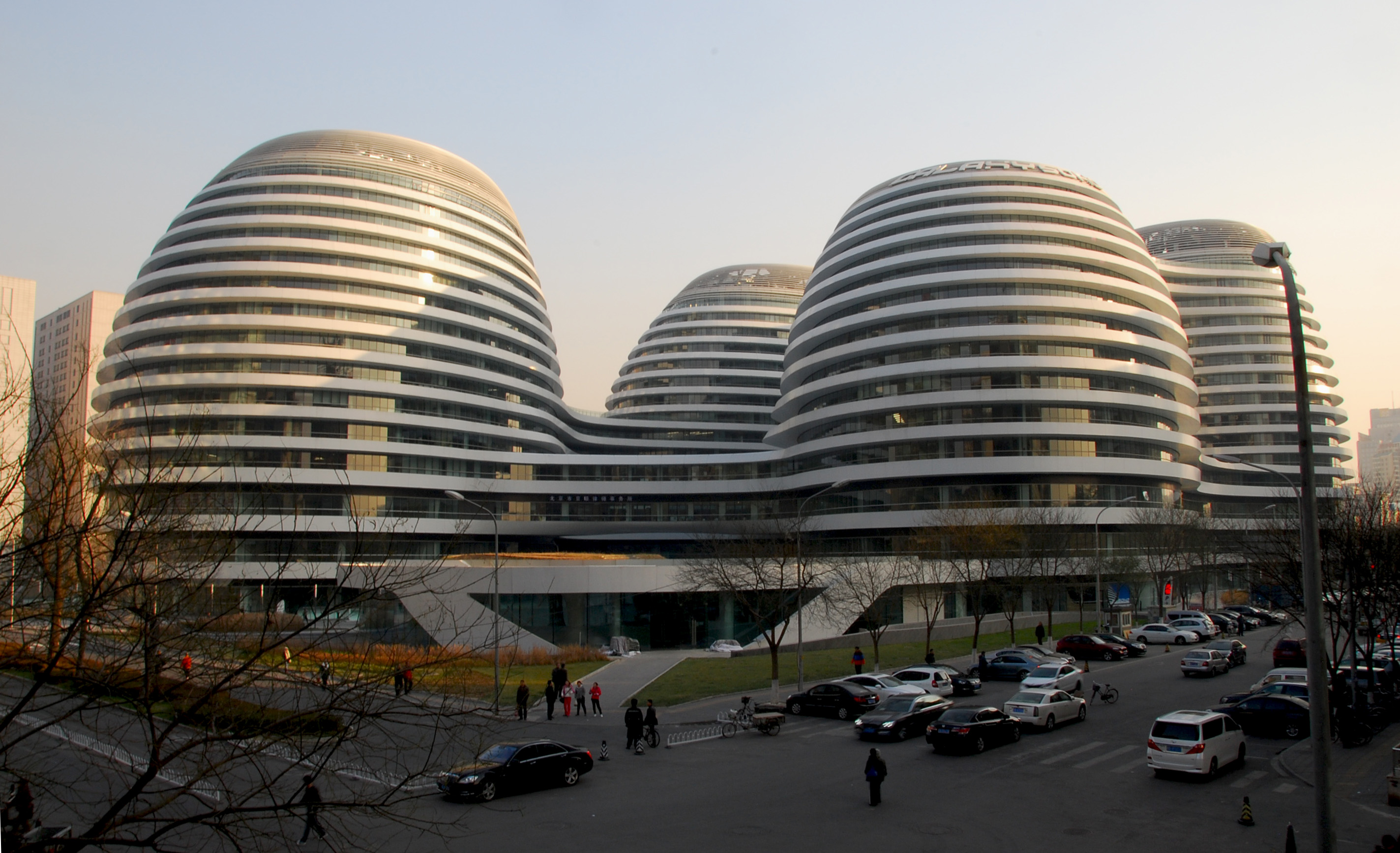
Příkladem parametrické architektury je většina staveb Zahy Hadid, například kancelářský komplex Galaxy Soho v Pekingu

Parametricismus (někdy uváděn také jako parametricismus) je styl a směřování v avantgardní architektuře, uvádí se jako následovník architektury moderní a postmoderní. Má kořeny v počítačovém navrhování, parametrickém vyjadřování, vychází z různých programů, jejich algoritmů a manipulací s rovnicemi pro účely návrhu. Styl se začal rozvíjet v 90. letech 20. století. Pojem oficiálně zavedl v roce 2008 Patrik Schumacher, spolupracovník irácké architekty Zahy Hadid.
Architekt či projektant předem do programu nastaví cíle chtěné parametry budovy jako například cena, hmotnost, rozměry, konstrukční materiál nebo přírodní podmínky, zahrnující proslunění, teplotu, vítr či terén. Počítač vygeneruje výslednou formu struktury či budovy v souladu s vloženými cíli. Výsledkem je mnoho návrhů, které využívají všechen materiál, je maximalizována funkčnost a efektivnost. Návrhy se často blíží k organickým strukturám a přírodě, ve které je efektivnost také maximalizována.
Parametrická architektura pro svůj vznik vyžaduje také nové způsoby výstavby. Příkladem digitální výrobní metody je 3D tisk.